# 吉岡香織
𠮷岡 香織（よしおか かおり）は日本の女性声優、ナレーター。キャラ所属。

## 経歴
2015年4月にRME株式会社に所属し、2023年3月31日に退所。フリーランスとして活動を続け、2025年4月から準所属としてキャラに移籍。
2024年から大阪に住んでおり、声の活動をしながら保育士として働いている。

## 出演

### アニメ

#### 2019年
- アズールレーン THE ANIMATION（ポートランド）

### ゲーム

#### 2015年
- 99ドラゴンズ（カティア・シルヴェール）

#### 2016年
- マイにゃんカフェ（客）
- THE NEW GATE（シュニー）

#### 2017年
- 武装百姫（深緑）
- 君はヒーロー（デスティニーローズ）
- 隠龍伝説：影の追跡（フェイ、朱紅）
- アズールレーン（ポートランド）

#### 2018年
- ドールズフロントライン（GrG3）
- 虚構少女-E.G.O-（ロジィ、ソミュア）
- ガールズサバイバー（パティ）
- 蒼青のミラージュ（シグスビー）
- 革命フロントライン（大喬、馬雲緑）
- 封神ヒーローズ（亀霊聖母)

#### 2019年
- ステラストーリア（神官）
- アズールレーン　クロスウェーブ（ポートランド）

#### 2020年
- 戦姫ストライク（セシリア）
- プロジェクト・シルバーウイング（CZ75）

#### 2021年
- マイターン（ドルイド、リーパー）
- カウンター・アームズ（Yak-1、Yak-7）
- 少女廻戦 時空恋姫の万華境界へ（祝融、程昱）
- ラストオリジン（ALレイス)
- ジオ：魔法スクロール商人（パンズペイ、アナスタシア、トミエ、ショップ店員）
- イース6 オンライン～ナピシュテムの匣～（シア、ニース、シェリー、ピッカードン）

#### 2022年
- クローバーシアター（ヴィヴィアンネ、ロサ、セルリリー）
- ドールズフロントライン（デリンジャー）
- 飛空艇騎士団（セリン）

### ナレーション

#### 2019年
- 体験型VR観光アプリ「ストリートミュージアム®」横須賀

#### 年代不明
- かわぐちキャスティ　店頭CMナレーション

### 外国映画（日本語吹替）

#### 2015年
- レッド・リーコン1942〜ナチス侵攻阻止作戦〜　(リタ母、ジェーニャ友人)

#### 2018年
- アクト・オブ・バイオレンス（ヘイリー）

#### 2020年
- THE UPSIDE 最強のふたり（マギー)

### 海外ドラマ（日本語吹替）

#### 2018年
- Netflix　マーロン S1（ジャネット)
- Amazon　パージ (TVシリーズ)（英語版） Season1（ジェナ）

### ボイスオーバー

#### 2022年
- ディスカバリー　サッカーW杯を売った男たち（エイミー・シャビリオン）

#### 2023年
- BS11ディスカバリー　魅惑のアクアリウム（モニーク）

### その他

#### 2020年
- Webアニメ「ネット社会の歩き方」（チヒロ、マユミ、ミツオ母、他多数）

#### 年代不明
- 「宇宙カボチャを育てよう！パンプキンミッションinさが」（佐賀新聞キャラクターぺーぱくん）